# Karl-Alfred Jacobsson
Karl-Alfred Jacobsson (Boston, 15 de janeiro de 1926 - Gothenburg, 4 de março de 2015) foi um futebolista americano, naturalizado sueco que atuava como atacante. Ele sempre usava a camisa número 8.
Atuou maior parte da carreira no clube sueco GAIS, onde teve duas passagens de 1944/1945 e 1949/1959, sendo um dos maiores artilheiros da historia do clube com 145 gols. Conseguiu o feito inédito de ser três vezes seguidas o artilheiro da Allsvenskan (1952,1953 e1954), além de ter sido campeão em 1953/1954.
Pela seleção jogou poucas partidas logo após a 2 guerra mundial, não atuando em nenhuma Copa do Mundo.
Morreu dia 4 de março de 2015, aos 89 anos.